# Samuel Schaub
Samuel Schaub (* 13. April 1882 in Basel; † 22. September 1962) war ein Schweizer Paläontologe.

## Leben
Samuel Schaub ging in Basel zur Schule mit dem Abitur 1899 und studierte dann an einer Schule für Lehrerausbildung und der Universität Basel mit dem Abschluss als Mittelschullehrer 1903. Darauf schloss er ein Studium der Zoologie an und wurde 1907 mit seiner Dissertation Beiträge zur Kenntnis der postembryonalen Entwicklung der Ardeiden bei Rudolf Burckhardt (1866–1908) promoviert. Danach war er Lehrer in Basel an der Sekundarschule für Knaben, befasste sich nebenbei aber schon ab 1913 mit Paläontologie und war freiwilliger Mitarbeiter von Hans Georg Stehlin (1870–1941) am Naturhistorischen Museum in Basel. Unter anderem grub er in der Auvergne (Senèze) und in den 1950er Jahren südlich Lyon. Ab 1922 war er in der Kommission des Naturhistorischen Museums, war deren langjähriger Sekretär und zeitweise Vizepräsident. 1943 ging er vorzeitig in den Ruhestand um sich der Forschung zu widmen und übernahm die Nachfolge von Stehlin als Leiter der osteologischen Abteilung des Naturhistorischen Museums, was er bis 1957 blieb.
Als Paläontologe war er Spezialist für fossile Nager und deren Gebiss. Er veröffentlichte aber auch über andere fossile Säuger besonders aus Senèze (einem ehemaligen Kratersee des Oberpliozän im Alter von etwa 2 Millionen Jahren, wo ein örtlicher Bauer seit 1903 für Stehlin sammelte). Darunter auch Grosssäuger wie das Ancylotherium, der zu den Chalicotherien zählte, und auch Laufvögel (auch das Thema seiner Dissertation war aus der Ornithologie).
Er war seit 1914 Mitglied der Schweizerischen Naturforschenden Gesellschaft und seit 1922 Gründungsmitglied der Schweizerischen Paläontologischen Gesellschaft. Von 1941 bis 1961 war er Redaktor der Schweizerischen Paläontologischen Abhandlungen.

## Schriften
- Beiträge zur Kenntnis der postembryonalen Entwicklung der Ardeiden. In: Zoologische Jahrbücher, Abt. für Anatomie und Ontogenie 25, Heft 2 vom 13. Dezember 1907, Jena 1908, S. 305–404, Tafel 10–11 (Digitalisat).
- mit Hans Georg Stehlin: Die Trigonodontie der simplicidentaten Nager. Birkhäuser, Basel 1951. (Schweizerische paläontologische Abhandlungen; 67, 1950).
- Simplicidentata (=Rodentia). In: Jean Piveteau: Traité de Paléontologie. Paris, Teil 6, Band 2, 1954.